# Bathymedon pumilus
Bathymedon pumilus är en kräftdjursart som beskrevs av Jerry Laurens Barnard 1962. Bathymedon pumilus ingår i släktet Bathymedon och familjen Oedicerotidae. Inga underarter finns listade i Catalogue of Life.